# Solenostoma pyriflorum
Solenostoma pyriflorum är en bladmossart som beskrevs av Franz Stephani. Solenostoma pyriflorum ingår i släktet Solenostoma och familjen Solenostomataceae. Utöver nominatformen finns också underarten S. p. major.